# Thomas Alsgaard
Thomas Alsgaard (ur. 10 stycznia 1972 w Lørenskog) – norweski biegacz narciarski, sześciokrotny medalista olimpijski, dziewięciokrotny medalista mistrzostw świata, trzykrotny mistrz świata juniorów, siedmiokrotny mistrz Norwegii oraz zdobywca Pucharu Świata.

## Kariera
Po raz pierwszy na arenie międzynarodowej pojawił się w 1991 roku, startując na mistrzostwach świata juniorów w Reit im Winkl. Wywalczył tam złote medale we wszystkich konkurencjach: biegu na 10 km techniką klasyczną, dystansie 30 km stylem dowolnym i w sztafecie. Wystąpił też na rozgrywanych rok później mistrzostwach świata juniorów w Vuokatti, gdzie wywalczył srebrny medal w biegu na 10 km klasykiem.
W Pucharze Świata w biegach narciarskich zadebiutował w sezonie 1992/1993. Nie stanął ani razu na podium ale parę razy był w pierwszej dziesiątce i ostatecznie zakończył ten sezon na dobrej jak na debiutanta 20 pozycji. Przez następne 9 sezonów zawsze co najmniej raz stawał na podium. Łącznie wygrał 13 zawodów a 29 razy stawał na podium. Najlepsze wyniki osiągnął w sezonie 1997/1998, kiedy triumfował w klasyfikacji generalnej, w klasyfikacji biegów długodystansowych oraz w klasyfikacji sprintu. Ponadto w klasyfikacji generalnej był także drugi w sezonie 2001/2002 oraz trzeci sezonie 2000/2001.
igrzyska olimpijskie w Lillehammer w 1994 r. były jego pierwszą dużą imprezą. Alsgaard zaprezentował się tam z bardzo dobrej strony zdobywając w swym olimpijskim debiucie złoty medal w biegu na 30 km techniką dowolną oraz srebrny wraz z Sture Sivertsenem, Vegardem Ulvangiem i Bjørnem Dæhlie w sztafecie 4 × 10 km. Cztery lata później, podczas igrzysk w Nagano udało mu się poprawić ten wynik. Zdobył złoty medal w biegu pościgowym 10+15 km (wyprzedzając między innymi Bjørna Dæhlie i Władimira Smirnowa z Kazachstanu) oraz złoty medal w sztafecie. Norwegowie pobiegli w składzie Sivertsen, Erling Jevne, Dæhlie i Alsgaard. Na igrzyskach olimpijskich w Salt Lake City, ostatnich w jego karierze, Alsgaard ponownie zdobył dwa złote medale. Sztafeta norweska, w której obok niego pobiegli Anders Aukland, Frode Estil oraz Kristen Skjeldal obroniła tytuł z Nagano, a Thomas indywidualnie zdobył złoto w biegu łączonym na 20 km. Pierwszy na mecie biegu łączonego był wprawdzie reprezentant Hiszpanii Johann Mühlegg, jednak został on zdyskwalifikowany za stosowanie dopingu. Złoty medal przypadł więc Thomasowi, który na mecie był drugi ex aequo ze swoim rodakiem Frode Estilem.
W 1995 r. zadebiutował na mistrzostwach świata podczas mistrzostw w Thunder Bay. Tam jego najlepszym indywidualnym wynikiem było ósme miejsce w biegu pościgowym 10+15 km ale razem z Sivertsenem, Jevne i Dæhlie zdobył złoty medal w sztafecie. Dwa lata później, na mistrzostwach w Trondheim sztafeta norweska w tym samym składzie obroniła tytuł z Kanady, a Alsgaard zdobył swój pierwszy indywidualny medal mistrzostw świata zajmując trzecie miejsce w biegu na 30 km stylem dowolnym. Wynik ten poprawił podczas mistrzostw świata w Ramsau zdobywając trzy medale: złoty w biegu pościgowym 10+15 km, srebrny w sztafecie (skład: Espen Bjervig, Jevne, Dæhlie, Alsgaard) oraz srebrny w biegu na 30 km stylem dowolnym, w którym lepszy był jedynie Fin Mika Myllylä. Słabiej wypadł na mistrzostwach świata w Lahti, gdzie jego najlepszym indywidualnym osiągnięciem było piąte miejsce w biegu łączonym na 20 km. Niepowodzenia indywidualne powetował sobie zdobywając razem z Frode Estilem, Bjørnem Dæhlie i Torem Arne Hetlandem złoty medal w sztafecie. Na swoich ostatnich mistrzostwach rozgrywanych w Val di Fiemme w 2003. Alsgaard zdobył złoty medal w biegu na 30 km techniką klasyczną. Ponadto na tych samych mistrzostwach wspólnie z Andersem Auklandem, Frode Estilem i Tore Ruudem Hofstadem wywalczył drugi z rzędu złoty medal w sztafecie.
W 2001 r. został nagrodzony medalem Holmenkollen wraz z polskim skoczkiem narciarskim Adamem Małyszem i swą rodaczką, biegaczką narciarską Bente Skari.

## Emerytura
Pomimo zakończenia startów w Pucharze świata po sezonie 2002/2003 wciąż uprawia biegi narciarskie. 5 marca 2008 r. zajął 5. miejsce w Biegu Wazów rozgrywanym techniką klasyczną na dystansie 90 km. Obecnie startuje w cyklu FIS Marathon Cup. Komentuje także biegi narciarskie dla norweskiej stacji NRK. Nie jest tam jedynym sportowcem-komentatorem, bowiem dla tej samej stacji pracuje mistrz olimpijski i mistrz świata w skokach narciarskich Espen Bredesen.
27 stycznia 2011 r. podczas mistrzostw Norwegii, Alsgaard zdobył dość niespodziewanie brązowy medal w biegu na 15 km stylem klasycznym, wyprzedzili go jedynie Eldar Rønning i Martin Johnsrud Sundby. Alsgaard wyprzedził kilku zawodników, którzy obecnie regularnie startują w barwach Norwegii w zawodach Pucharu Świata np. Sjura Røthe, Torda Asle Gjerdalena czy Odd-Bjørna Hjelmeseta. Po przekroczeniu linii mety dołączył do komentujących zawody dziennikarzy telewizji NRK i wspólnie z nimi komentował resztę biegu.
Thomas Alsgaard jest także doradcą technicznym firmy Alpina Sports w zakresie butów do biegów narciarskich. Jako zawodnik używał nart firmy Madshus (partnera firmy Alpina Sports), butów Adidas oraz wiązań Salomon.
Alsgaard jest twórcą techniki dowolnej biegania narciarskiego, zwanej także od jego nazwiska "łyżwą Alsgaarda". Technika ta była stosowana w różnych odmianach przez kilku innych zawodników, więc termin "technika dowolna" może oznaczać co innego w zależności od tego, którego zawodnika ma się na myśli. Najczęściej dotyczy on jednak stylu zastosowanego podczas biegu techniką dowolną na Zimowych Igrzyskach Olimpijskich w 1994 r., kiedy to Alsgaard zamiast V2 użył sposobu który zdawał się łączyć V1 (bieg offsetowy) z alternatywnym V2.

## Osiągnięcia

### Igrzyska olimpijskie
| Miejsce | Dzień     | Rok  | Miejscowość    | Konkurencja             | Czas biegu | Strata  | Zwycięzca          |
| ------- | --------- | ---- | -------------- | ----------------------- | ---------- | ------- | ------------------ |
| 1.      | 14 lutego | 1994 | Lillehammer    | 30 km stylem dowolnym   | 1:12:26,4  | -       | -                  |
| 24.     | 17 lutego | 1994 | Lillehammer    | 10 km st. klasycznym    | 24:20,1    | +1:46,9 | Bjørn Dæhlie       |
| 2.      | 22 lutego | 1994 | Lillehammer    | Sztafeta 4 × 10 km      | 1:41:15,0  | +0,4    | Włochy             |
| DNF     | 9 lutego  | 1998 | Nagano         | 30 km stylem klasycznym | 1:33:55,8  | -       | Mika Myllylä       |
| 5.      | 12 lutego | 1998 | Nagano         | 10 km st. klasycznym    | 27:24,5    | +23,6   | Bjørn Dæhlie       |
| 1.      | 14 lutego | 1998 | Nagano         | 10 km + 15 km pościgowy | 1:07:01,7  | -       | -                  |
| 1.      | 17 lutego | 1998 | Nagano         | Sztafeta 4 × 10 km      | 1:40:55,7  | -       | -                  |
| 6.      | 22 lutego | 1998 | Nagano         | 50 km stylem dowolnym   | 2:05:08,2  | +2:13,3 | Bjørn Dæhlie       |
| 12.     | 9 lutego  | 2002 | Salt Lake City | 30 km stylem dowolnym   | 1:11:31,0  | +1:59,2 | Christian Hoffmann |
| 1.      | 14 lutego | 2002 | Salt Lake City | 2 × 10 km łączony       | 49:48,9    | -       | -                  |
| 1.      | 17 lutego | 2002 | Salt Lake City | Sztafeta 4 × 10 km      | 1:32:45,5  | -       | -                  |

### Mistrzostwa świata
| Miejsce | Dzień     | Rok  | Miejscowość   | Konkurencja             | Czas biegu | Strata  | Zwycięzca           |
| ------- | --------- | ---- | ------------- | ----------------------- | ---------- | ------- | ------------------- |
| 21.     | 11 marca  | 1995 | Thunder Bay   | 10 km stylem klasycznym | 24:52,3    | +1:32,6 | Władimir Smirnow    |
| 8.      | 13 marca  | 1995 | Thunder Bay   | 10 km + 15 km pościgowy | 1:06:19,5  | +1:33,7 | Władimir Smirnow    |
| 1.      | 17 marca  | 1995 | Thunder Bay   | Sztafeta 4 × 10 km      | 1:34:27,1  | -       | -                   |
| 27.     | 19 marca  | 1995 | Thunder Bay   | 50 km stylem dowolnym   | 1:56:36,0  | +7:41,6 | Silvio Fauner       |
| 3.      | 21 lutego | 1997 | Trondheim     | 30 km stylem dowolnym   | 1:06:28,2  | +21,0   | Aleksiej Prokurorow |
| 11.     | 24 lutego | 1997 | Trondheim     | 10 km stylem klasycznym | 23:41,8    | +1:04,8 | Bjørn Dæhlie        |
| 4.      | 25 lutego | 1997 | Trondheim     | 10 km + 15 km pościgowy | 1:00:11,1  | +1:10,9 | Bjørn Dæhlie        |
| 1.      | 28 lutego | 1997 | Trondheim     | Sztafeta 4 × 10 km      | 1:37:06,1  | -       | -                   |
| 2.      | 19 lutego | 1999 | Ramsau        | 30 km stylem dowolnym   | 1:15:26,2  | +35,3   | Mika Myllylä        |
| 14.     | 22 lutego | 1999 | Ramsau        | 10 km stylem klasycznym | 24:19,2    | +57,5   | Mika Myllylä        |
| 1.      | 23 lutego | 1999 | Ramsau        | 10 km + 15 km pościgowy | 1:05:54,9  | -       | -                   |
| 2.      | 26 lutego | 1999 | Ramsau        | Sztafeta 4 × 10 km      | 1:35:07,5  | +0,2    | Austria             |
| 16.     | 15 lutego | 2001 | Lahti         | 15 km stylem klasycznym | 39:26,0    | +1:49,3 | Per Elofsson        |
| 5.      | 17 lutego | 2001 | Lahti         | 2 × 10 km łączony       | 47:15,5    | +43,5   | Per Elofsson        |
| 12.     | 21 lutego | 2001 | Lahti         | Sprint stylem dowolnym  | 3:14,1     | -       | Tor Arne Hetland    |
| 1.      | 22 lutego | 2001 | Lahti         | Sztafeta 4 × 10 km      | 1:36:42,5  | -       | -                   |
| 1.      | 19 lutego | 2003 | Val di Fiemme | 30 km stylem klasycznym | 1:12:29,3  | -       | -                   |
| 1.      | 25 lutego | 2003 | Val di Fiemme | Sztafeta 4 × 10 km      | 1:31:56,4  | -       | -                   |
| 41.     | 26 lutego | 2003 | Val di Fiemme | Sprint stylem dowolnym  | 3:12,1     | -       | Thobias Fredriksson |

### Mistrzostwa świata juniorów
| Miejsce | Dzień    | Rok  | Miejscowość   | Konkurencja             | Wynik     | Strata  | Zwycięzca           |
| ------- | -------- | ---- | ------------- | ----------------------- | --------- | ------- | ------------------- |
| 1.      | 6 marca  | 1991 | Reit im Winkl | 10 km stylem klasycznym | 29:15,1   | -       | -                   |
| 1.      | 8 marca  | 1991 | Reit im Winkl | 30 km stylem dowolnym   | 1:25:35,9 | -       | -                   |
| 1.      | 10 marca | 1991 | Reit im Winkl | Sztafeta 4 × 10 km      | 1:40:45,0 | -       | -                   |
| 2.      | 18 marca | 1992 | Vuokatti      | 10 km stylem klasycznym | 25:11,9   | +33,8   | Mathias Fredriksson |
| 5.      | 22 marca | 1992 | Vuokatti      | 30 km stylem dowolnym   | 1:19:15,7 | +2:10,5 | Mathias Fredriksson |

### Puchar Świata

#### Miejsca w klasyfikacji generalnej
- sezon 1992/1993: 20.
- sezon 1993/1994: 7.
- sezon 1994/1995: 6.
- sezon 1995/1996: 8.
- sezon 1996/1997: 17.
- sezon 1997/1998: 1.
- sezon 1998/1999: 13.
- sezon 1999/2000: 5.
- sezon 2000/2001: 3.
- sezon 2001/2002: 2.
- sezon 2002/2003: 46.

#### Zwycięstwa w zawodach
| Nr  | Dzień       | Rok  | Miejscowość | Konkurencja              | Czas biegu |
| --- | ----------- | ---- | ----------- | ------------------------ | ---------- |
| 1.  | 14 lutego   | 1994 | Lillehammer | 30 km stylem dowolnym    | 1:12:26,4  |
| 2.  | 8 stycznia  | 1998 | Ramsau      | 15 km stylem klasycznym  | 36:22,6    |
| 3.  | 10 stycznia | 1998 | Ramsau      | 30 km stylem dowolnym    | 1:06:45,2  |
| 4.  | 1 marca     | 1998 | Falun       | 10 km stylem dowolnym    | 24:20,0    |
| 5.  | 23 lutego   | 1999 | Ramsau      | 10+15 km pościgowy       | 1:05:54,9  |
| 6.  | 11 grudnia  | 1999 | Sappada     | 10 km łączony            | 39:20,6    |
| 7.  | 12 stycznia | 2000 | Nové Město  | 15 km stylem klasycznym  | 37:03,6    |
| 8.  | 17 grudnia  | 2000 | Brusson     | Sprint stylem dowolnym   | -          |
| 9.  | 10 lutego   | 2001 | Otepää      | 10 km stylem klasycznym  | 24:00,4    |
| 10. | 7 marca     | 2001 | Oslo        | Sprint stylem klasycznym | -          |
| 11. | 9 marca     | 2002 | Falun       | 20 km łączony            | 52:56,6    |
| 12. | 16 marca    | 2002 | Oslo        | 50 km stylem dowolnym    | 2:01:59,8  |
| 13. | 23 marca    | 2002 | Lillehammer | 58 km stylem klasycznym  | 2:24:08,7  |

#### Miejsca na podium
| Nr  | Dzień        | Rok  | Miejscowość   | Konkurencja              | Czas biegu | Pozycja | Strata  | Zwycięzca           |
| --- | ------------ | ---- | ------------- | ------------------------ | ---------- | ------- | ------- | ------------------- |
| 1.  | 14 lutego    | 1994 | Lillehammer   | 30 km stylem dowolnym    | 1:12:26,4  | 1       | -       | -                   |
| 2.  | 8 stycznia   | 2005 | Östersund     | 30 km stylem dowolnym    | 1:13:32,3  | 3       | +49,0   | Bjørn Dæhlie        |
| 3.  | 25 marca     | 2005 | Sapporo       | 15 km stylem dowolnym    | 34:57,7    | 3       | +36,5   | Bjørn Dæhlie        |
| 4.  | 21 lutego    | 1997 | Trondheim     | 30 km stylem dowolnym    | 1:06:28,2  | 3       | +21,0   | Aleksiej Prokurorow |
| 5.  | 14 grudnia   | 1997 | Val di Fiemme | 15 km stylem dowolnym    | 1:00:53,3  | 2       | +9,0    | Bjørn Dæhlie        |
| 6.  | 16 grudnia   | 1997 | Val di Fiemme | 15 km stylem klasycznym  | 37:04,3    | 2       | +13,5   | Fulvio Valbusa      |
| 7.  | 20 grudnia   | 1997 | Davos         | 30 km stylem klasycznym  | 1:19:20,3  | 2       | +32,2   | Bjørn Dæhlie        |
| 8.  | 3 stycznia   | 1998 | Kawgołowo     | 30 km stylem dowolnym    | 1:11:46,3  | 2       | +41,7   | Mika Myllylä        |
| 9.  | 8 stycznia   | 1998 | Ramsau        | 15 km stylem klasycznym  | 36:22,6    | 1       | -       | -                   |
| 10. | 10 stycznia  | 1998 | Ramsau        | 30 km stylem dowolnym    | 1:06:45,2  | 1       | -       | -                   |
| 11. | 8 marca      | 1998 | Lahti         | 30 km stylem klasycznym  | 1:16:06,2  | 2       | +1:09,9 | Władimir Smirnow    |
| 12. | 1 marca      | 1998 | Falun         | 10 km stylem dowolnym    | 24:20,0    | 1       | -       | -                   |
| 13. | 19 lutego    | 1999 | Ramsau        | 30 km stylem dowolnym    | 1:15:26,2  | 2       | +35,3   | Mika Myllylä        |
| 14. | 23 lutego    | 1999 | Ramsau        | 10+15 km pościgowy       | 1:05:54,9  | 1       | -       | -                   |
| 15. | 27 listopada | 1999 | Kiruna        | 10 km stylem klasycznym  | 26:23,3    | 2       | +2,2    | Odd-Bjørn Hjelmeset |
| 16. | 11 grudnia   | 1999 | Sappada       | 10 km łączony            | 39:20,6    | 1       | -       | -                   |
| 17. | 9 stycznia   | 2000 | Moskwa        | 30 km stylem dowolnym    | 1:18:18,0  | 2       | +34,2   | Johann Mühlegg      |
| 18. | 12 stycznia  | 2000 | Nové Město    | 15 km stylem klasycznym  | 37:03,6    | 1       | -       | -                   |
| 19. | 25 listopada | 2000 | Beitostølen   | 15 km stylem klasycznym  | 36:54,1    | 2       | +9,4    | Odd-Bjørn Hjelmeset |
| 20. | 29 listopada | 2000 | Beitostølen   | 10 km stylem dowolnym    | 22:37,9    | 3       | +24,4   | Per Elofsson        |
| 21. | 17 grudnia   | 2000 | Brusson       | Sprint stylem dowolnym   | -          | 1       | -       | -                   |
| 22. | 10 lutego    | 2001 | Otepää        | 10 km stylem klasycznym  | 24:00,4    | 1       | -       | -                   |
| 23. | 7 marca      | 2001 | Oslo          | Sprint stylem klasycznym | -          | 1       | -       | -                   |
| 24. | 25 listopada | 2001 | Kuopio        | 10 km stylem dowolnym    | 23:24,4    | 3       | +29,4   | Per Elofsson        |
| 25. | 5 stycznia   | 2002 | Val di Fiemme | 20 km łączony            | 46:45,8    | 2       | +31,4   | Per Elofsson        |
| 26. | 2 marca      | 2002 | Lahti         | 10 km stylem dowolnym    | 35:43,6    | 2       | +17,1   | Per Elofsson        |
| 27. | 9 marca      | 2002 | Falun         | 20 km łączony            | 52:56,6    | 1       | -       | -                   |
| 28. | 16 marca     | 2002 | Oslo          | 50 km stylem dowolnym    | 2:01:59,8  | 1       | -       | -                   |
| 29. | 23 marca     | 2002 | Lillehammer   | 58 km stylem klasycznym  | 2:24:08,7  | 1       | -       | -                   |

### FIS Marathon Cup

#### Miejsca w klasyfikacji generalnej
- sezon 2007/2008: 20.
- sezon 2008/2009: 26.
- sezon 2009/2010: 12.
- sezon 2010/2011: 32.
- sezon 2011/2012: 37.

#### Miejsca na podium
| Nr | Dzień       | Rok  | Zawody             | Dystans                 | Czas biegu | Strata | Pozycja | Zwycięzca   |
| -- | ----------- | ---- | ------------------ | ----------------------- | ---------- | ------ | ------- | ----------- |
| 1. | 10 stycznia | 2010 | Jizerská Padesátka | 50 km stylem klasycznym | 2:14:39,6  | +0,2   | 2.      | Oskar Svärd |